# Pierrot (Watteau)
Pierrot, retrospektivno znan tudi kot Gilles, je slika olje na platnu iz ok. 1718-1719 francoskega umetnika rokokoja Jean-Antoine Watteauja (1684-1721). Pierrot, dokončan v poznejši fazi Watteaujeve kariere, meri 184,5 krat 149,5 cm, kar predstavlja nekoliko nenavaden primer v umetnikovem delu. Na sliki je upodobljenih več igralcev, ki upodabljajo tipe likov commedia dell'arte, z enim kot glavnim likom v ospredju.
Do začetka 19. stoletja je Pierrot pripadal Dominiqueu Vivantu, baronu Denonu, prvemu direktorju muzeja Louvre; pozneje je prešla na pariškega zdravnika Louisa La Cazeja, ki je svojo obsežno umetniško zbirko leta 1869 zapustil Louvru.

## Vsebina slike
Slika portretnega formata meri 184,5 × 149 cm in je narejena v tehniki olje na platnu.
Prikazuje moškega, ki v kostumu Pierrota, kot v prisilnem jopiču, stoji v pokončni samotni pozi na ozadju, ki ga sestavljajo naslikane cedre, borovci in grmičevje, ki verjetno predstavljajo gledališko kuliso. Na desnem robu slike je herma z obrazom favna. Figura stoji na odrskem platoju, tako da so ljudje v ozadju in osel vidni le nad skrinjo. Gilles, Pierrot, stoji tam kot ukoreninjen na mestu, s povešenimi rokami in melanholičnim, nekoliko nebogljenim pogledom, medtem ko so igralski kolegi nezainteresirani zanj in bolj vitalni, očitno sodijo v drugo sfero in gledajo le na osla. V teh figurah je mogoče prepoznati nekaj dobro znanih likov iz Commedia dell'arte: Dottore, tukaj brez maske, jaha na oslu in se nagajivo smehlja gledalcu, Leandro, Isabella in Il Capitano. Oslov pogled z enim očesom, ki je podobno temen kot Gillesove oči, gledalcu deluje intenzivno in resno.

## Poskusi interpretacije
Watteau se je dolgo ukvarjal s temo gledaliških komikov in njihovega okolja ter ustvaril številne risbe in slike, ki prikazujejo igralce in prizore iz sveta gledališča. Njegova slika Les Comédiens italiens (okoli 1720) kaže zlasti soroden prizor, čeprav z Gillesom precej veselega videza. Obstajajo tudi predhodne študije risanja obraza te figure. Toda starejša, bolj zagonetna podoba je vedno znova navdihovala umetnostne zgodovinarje, pa tudi kulturne delavce, da bi podobo dešifrirali in interpretirali. Po njem se je zgledoval Marcel Carné za film Otroci z Olimpa, Gillesov motiv pa sta v svojih delih uporabila tudi Pablo Picasso in Henri Rousseau. Druga oljna slika, ki sodi k tej temi, je Pierrot content (zadovoljen Pierrot), ki prav tako prikazuje to figuro, obkroženo s štirimi drugimi ljudmi. Ta je verjetno iz leta 1712 in je v Museo de arte Thyssen-Bornemisza v Madridu.
Bilo je nešteto poskusov, da bi odkrili zgodovino slike, vendar so bili neuspešni. Do danes raziskovalci ne vedo ničesar o naročilu, okoliščinah njenega nastanka, poreklu in umetniških namenih Watteauja. Do leta 1826 ni bila nikjer omenjena. Zato umetnostna zgodovina v tem primeru sloni na špekulacijah.
Umetnostni zgodovinar in poznavalec Watteauja Donald Posner piše, da je Watteau nameraval primerjati smešno figuro Pierrota in zaskrbljeno osebo za njo. Kulturni sociolog Richard Faber vidi upodobitev Gillesa na sliki iz leta 1720 kot različico motiva Ecce homo: komiki, ki ga obkrožajo, bi lahko rekli in pokazali nanj:Jn 19,5 Glej tega norca, človek, (komiki-) Kralj!.
Wolfgang Hildesheimer na sliki vidi Pierrota ali Gillesa kot žrtev vsakega gledalca. Liki v ozadju se nanj ne ozirajo, njihova precej resna pozornost je usmerjena zgolj na osla. Podobno kot angleški likovni psiholog Andrew Marbot (1801–1830), ki si ga je izmislil, iz svojega romana Marbot. Težko se izogne interpretaciji biografije, ki Pierrota vidi kot melanholičnega klovna v svoji romantični čustveni preobremenjenosti.

## Zgodovina in izvor
Izvor dela ni povsem dokumentiran, saj o tem, kje je bila slika v 18. stoletju, ni skoraj nič znanega. A zdi se, da so sliko Pierrot dobro poznali nekateri umetniki s tedanje gledališke scene. Leta 1799 se je Gilles pojavil kot grafika na reklamnem letaku za gledališče. Novinar Jonathan Jones v britanskem časopisu The Guardian piše, da je bila podoba morda mišljena kot znak trgovine za kavarno v lasti grškega igralca iz Zanteja po imenu Belloni, ki je v tistem času v Parizu zaslovel s portretiranjem Pierrota, toda identiteta Gillesa ni znan. Sklicuje se na strokovnjakinjo za Watteauja, Hélène Adhémar, ki je leta 1951 našla sklicevanje na brata Claude in François Parfaict (francoska gledališka zgodovinarja 18. stoletja) v njunem delu Histoire générale du Théâtre français depuis son origine jusqu'à présent, 1734–1749. Lahko pa bi bil to sam lastnik kavarne Belloni, slikarjev prijatelj, ki ga je Watteau upodobil v Gillesovem kostumu, kot ugotavlja umetnostni zgodovinar Pierre Rosenberg v katalogu berlinske razstave iz leta 1985 Watteau 1684–1721. To domnevo podpirajo tudi kustosi zbirke v Louvru, kjer domnevajo celo, da bi lahko bila upodobljena oseba nekakšen avtoportret Antoina Watteauja, na katerem se sam opisuje kot »amuseur triste« (»sader«) Zabavljač).
Vendar pa je zdaj dokazano, da je Gillesa v času Francoskega cesarstva kupil napoleonski kulturni politik in direktor muzeja Dominique-Vivant Denon in je bil prvič omenjen leta 1826 kot del zbirke. Prvotno sporno datiranje dela med letoma 1718 in 1721 (leto Watteaujeve smrti) je bilo zdaj očitno z raziskavami določeno na leto 1718 ali 1719. Vendar ni znano, od koga ga je Denon kupil. Po njegovi smrti je bila na dražbi prodana njegovemu nečaku Brunelu Denonu, nato markizu de Cypierru, nato v zbirko Louisa La Cazeja, ki jo je imel za svojo najljubšo sliko in jo je skupaj s svojo zbirko leta 1869 podaril Louvru (Pierre Rosenberg v katalogu razstave Berlin 1985).